# Río Roanoke
El río Roanoke (del inglés: 'Roanoke River') es un río de la vertiente Atlántica de los Estados Unidos que corre por el sur de Virginia y el noreste de Carolina del Norte. Está formado por la confluencia de varios ramales en Virginia Occidental, fluyendo en dirección general sureste durante 660 km para desembocar en el estrecho de Albemarle, en la costa del océano Atlántico, en Carolina del Norte.
Justo al norte de la frontera entre Virginia y Carolina del Norte, se une al río Dan, su principal tributario. Es navegable sólo para pequeñas embarcaciones desde su embocadura hasta Weldon.

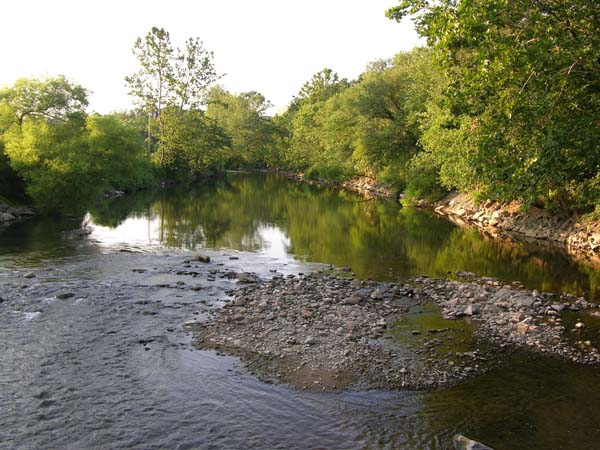
Vista del río Roanoke

- Datos: Q1584933
- Multimedia: Roanoke River / Q1584933